# Sceliphron asiaticum
Sceliphron asiaticum är en biart som först beskrevs av Carl von Linné 1758.  Sceliphron asiaticum ingår i släktet Sceliphron och familjen grävsteklar.

## Underarter
Arten delas in i följande underarter:
- S. a. asiaticum
- S. a. chilense